# Anthyllis vulneraria subsp. maura
Anthyllis vulneraria subsp. maura é uma subespécie de planta com flor pertencente à família Fabaceae. 
A autoridade científica da subespécie é (Beck) Maire, tendo sido publicada em Bull. Soc. Hist. Nat. Afrique N. 20: 20 (1929).

## Portugal
Trata-se de uma subespécie presente no território português, nomeadamente em Portugal Continental.
Em termos de naturalidade é nativa da região atrás indicada.

## Protecção
Não se encontra protegida por legislação portuguesa ou da Comunidade Europeia.